# Кузнецов Едуард Іванович
Едуард Іванович Кузнецов (8 листопада 1928 — 15 червня 2007) — радянський льотчик-випробувач, Герой Радянського Союзу (1966). Заслужений льотчик-випробувач СРСР, генерал-майор авіації (1978).

## Життєпис
Народився 8 листопада 1928 року у Ленінграді у сім'ї робітників. Росіянин. В 1946 році закінчив 10 класів ленінградської спецшколи ВПС.
У Радянській армії з 1946 року. Учився в Тамбовському, пізніше Кіровобадському військовому авіаційному училищі льотчиків яке закінчив в 1951 році.
В 1955 році на льотно-аипробувальній роботі. Закінчив школу льотчиків-випробувачів. При випробуванні нових літаків підполковник Е.Кузнецов проявив мужність і героїзм.
У 1966 році закінчив Московський авіаційний інститут.
З 1978 року у званні генерал-майора авіації.

## Звання, нагороди та вшанування пам'яті
22 липня 1966 року Едуарду Івановичу Кузнецову присвоєно звання Герой Радянського Союзу. Заслужений льотчик-випробувач СРСР, лауреат Ленінської премії у 1978 році.
Також нагороджений:
- 2-ма орденами Леніна
- орденом Жовтневої Революції
- орденом Червоної Зірки